# 爱的初告白 (专辑)
《愛的初告白》（英語："...Baby One More Time"）是美国歌手布兰妮·斯皮尔斯的出道录音室专辑，于1999年1月12日由Jive唱片发行。斯皮爾斯曾是1993年至1994年間的《全新米老鼠俱樂部》童星表演者，並希望擴展自己作為青少年歌手的事業。經歷被幾家唱片公司拒絕後，斯皮爾斯於1997年與Jive簽署一份發行多張專輯的合約。她前往瑞典與製作人马克斯·马丁以及拉米·雅各布合作，他們曾與製作人丹尼斯·帕普以及其他人一起為《愛的初告白》專輯創作歌曲。他們最終合作製作出一張流行、泡泡糖音樂、流行舞曲和青少年流行專輯，斯皮爾斯其後回憶指自己在聽到成品時感到興奮，並知道這將會是一張大熱專輯。專輯在1998年6月完成錄製。
專輯在發行時獲得音樂評論家褒貶不一的評論，當中多位樂評家讚揚其商業吸引力，但也有人認為它愚蠢且早熟。專輯雖然早期評價褒貶不一，但斯皮爾斯仍憑著作品獲得2000年《第42屆格萊美獎》最佳新人的提名。專輯其後被譽為對流行文化產生重大影響，並被認為是有史以來最具影響力的流行唱片之一。專輯獲得全球商業上的巨大成功，並讓斯皮爾斯成為第五位在18歲以下獲得《Billboard》 200榜冠軍的歌手。專輯獲美國唱片業協會認證為十四白金唱片（鑽石唱片）。這是斯皮爾斯銷量最高的專輯專輯，全球銷量超過2500萬張，成為史上最暢銷的專輯之一，也是最暢銷的女歌手出道專輯。
《愛的初告白》一共衍生出五支單曲。主打單曲〈愛的初告白〉為斯皮爾斯帶來全球巨大成功，登上大多數國家排行榜冠軍，成為史上最暢銷的實體單曲之一。2020年，《滖石》將其評選為有史以來最偉大的出道單曲。後續單曲〈有時候〉和〈只要你快樂〉打進多個國際國家排行榜前10名，而〈（你让我）神魂颠倒〉則成為斯皮爾斯第二支打進美國《Billboard》 Hot 100前10位的歌曲。斯皮爾斯透過採訪與電視表演大力宣傳這張專輯。此外，她還展開名為《愛的初告白巡迴演唱會》（1999年）的個人首次巡迴演唱會，其後亦展開《（你讓我）神魂顛倒巡迴演唱會》（2000年）。

## 錄音與製作
1997年6月，斯皮爾斯與經紀人婁·珀爾曼商談加入女子流行團體Innosense。林恩·斯皮爾斯徵求朋友兼娛樂業律師拉里·鲁道夫的意見，並提交了一卷斯皮爾斯演唱惠特妮·休斯顿的卡拉OK帶和幾張照片。鲁道夫決定為她推銷給唱片公司，因此她需要專業的樣本唱片。她給了斯皮爾斯一首唐妮·布蕾斯顿的棄曲；她練習一週後便與音訊工程師在錄音室錄製聲樂。斯皮爾斯帶著樣本唱片從家鄉路易斯安那州肯特伍德前往紐約，會見了四家唱片公司的高管，並於同一天返回肯特伍德。其中三間唱片公司拒絕了她，認為聽眾需要的是像后街男孩和辣妹合唱團般的流行團體，並認為「不會再出現新的麥當娜、新的黛比·吉布森或新的提芬妮」。兩週後，Jive唱片的高層致電鲁道夫。A&R的高級副總裁傑夫·芬斯特談到斯皮爾斯的試唱時說：「很少聽到那個年齡的人能夠傳達出情感的內容和商業上的吸引力（...）對任何歌手來說，動機－『老虎的目光』－是極其重要。而布蘭妮則擁有它」。
Jive唱片很快委任她與製作人埃里克·福斯特·懷特工作一個月，而懷特則將斯皮爾斯的聲音從「低沉又較不流行」的聲音演譯風格轉為「與眾不同而絕不會被錯認的布蘭妮」。〈悲傷布蘭妮〉為斯皮爾斯與懷特錄製的首批歌曲之一，其後成為專輯的第五支單曲發行。懷特亦與斯皮爾斯錄製一首名為〈秋日告別〉的歌曲，並作為B面歌曲收錄在斯皮爾斯的出道單曲〈愛的初告白〉。在〈秋日告別〉的錄製同期，斯皮爾斯亦與懷特錄製出一首名為〈Love Is On〉的歌曲，但最終未有收錄在專輯，而是把歌曲交給雪倫·卡妮塔。斯皮爾斯與懷特為專輯錄製出多首素材，包括〈秋日告別〉、〈愛的電郵〉、〈悲傷布蘭妮〉、〈I'm So Curious〉、〈舊情也綿綿〉、〈Way It Is Loving You〉、〈I'll Be There For You〉、〈汽水泡泡〉、〈好想好想〉、〈Nothing Less Than Real〉、〈Wishing on a Falling Star〉，以及翻唱自噴氣機樂隊的〈你擁有一切〉。她亦錄製出翻唱自桑尼和雪兒的單曲〈大家來跳舞〉（1967年）。懷特負責聲樂錄製和歌曲製作，而英國電子音樂團體All Seeing I則負責附加製作。Jive唱片的總裁克萊夫·卡爾德在聽過錄製素材後要求為斯皮爾斯錄製一張完整錄音室專輯。
斯皮爾斯飛到瑞典斯德哥爾摩的謝龍錄音室進行錄製工作，並在1998年5月錄製好半張專輯的素材，當中主要由马克斯·马丁和拉米·雅各布負責製作，但亦有由其他人參與創作和製作的歌曲，包括丹尼斯·波普參與創作的歌曲，但當時他已經因病而未能出席任何錄音會議。馬丁向斯皮爾斯和她的經紀公司播放一首名為〈Hit Me Baby One More Time〉的歌曲，原先是為節奏藍調團體TLC而寫，但被她們拒絕採用。斯皮爾斯後來說，她聽到這首歌時感到很興奮，並且知道這將成為熱門作品。Jive的A&R史蒂夫·倫特回憶說：「我們Jive的人說『這是他媽的大熱（歌曲）』」，但其他高層擔心「Hit Me」的歌詞會讓人聯想家庭暴力，因而把歌曲更名為〈...Baby One More Time〉（愛的初告白）。斯皮爾斯表示：「（自己）在錄音室（錄製歌曲）的第一天並不順利，我太過緊張了。所以我在晚上出去找些樂子。第二天我便完全放鬆下來，並成功做好。你要很放鬆才能唱到〈愛的初告白〉」。專輯最終在1998年6月完成錄製。

## 音樂與歌詞
斯皮爾斯原本預想製作「更年輕而成人當代的雪瑞兒·可洛風格音樂」，但其後決定順從唱片公司的製作方向，表示：「往流行靠攏更為合理，因為我能夠跟著跳舞－那更像我」。專輯以主打單曲〈愛的初告白〉開始，這是一首青少年流行與流行舞曲風格的歌曲，以鋼琴低音區的三音符動機開始，這種手法獲與〈We Will Rock You〉（1977年）〈Start Me Up〉（1981年）、〈These Words〉（2004年），以及1975年的電影《大白鯊》主題曲作比較，原因為歌曲「在一秒間便能讓人知道它的存在」。根據《攪拌機》的形容，〈爱的初告白〉以「結他的哇哇聲和機械心电图般的電貝斯擊勾聲組成」。《女孩文化：研究女孩文化：讀者指南》（2008年）的作者克勞迪婭·米切爾和杰奎琳·里德-沃爾什指歌曲的歌詞「展現出（斯皮爾斯）希望前男友回來的渴望」。〈（你让我）神魂颠倒〉以相對較慢的舞曲節拍進行，歌曲的節奏藍調風格旋律與具邊緣感的合成器伴奏互相融合。〈有時候〉是一首抒情歌曲，斯皮爾斯在開始唱出「你說你愛上了我／無法移開你那美麗雙眸裡散發的炙熱目光／真的不是不想留在你身邊／只是每次你的靠近 我都莫名退縮」的歌詞。AllMusic的史蒂芬·托馬斯·艾爾維恩指歌曲有著「動聽易記的的鈎印和使人喜愛的旋律，以及懷舊的歐陸舞曲節奏」。
〈汽水泡泡〉是一首從泡泡糖流行與舞場雷鬼音樂獲靈感的歌曲，參與歌曲創作的米基·巴西亦貢獻出背景和聲。斯皮爾斯在第五首歌曲〈只要你快樂〉的音域跨越超過一個八度。歌曲的歌詞影射一段女生希望修復的關係，而她不完全理解到底發生甚麼問題，其後漸漸意識到自己「我不知道沒有你的愛如何活下去／我生來是為了讓妳快樂」。〈悲傷布蘭妮〉是一首感性的慢板青少年流行抒情歌曲。〈跟定你〉是一首流行搖滾歌曲，並有著類似娜塔莉·安博莉亚〈Torn〉（1997年）裡的結他連復段，MTV的凱爾·安德森指出歌曲帶有「支持著你的男人（或是摯友及寵物）的激昂副歌」。〈愛的電郵〉是一首脆弱的鋼琴抒情歌曲，斯皮爾斯在歌曲唱出「回覆我的電郵／並說我們的愛情會繼續下去」的歌詞。翻唱自桑尼和雪儿的單曲〈大家來跳舞〉（1967年）受到巴薩諾瓦與神遊舞曲風格影響，並帶有類似間諜片主題曲的聲效。在專輯的部分版本中，翻唱自J'Son的〈舊情也綿綿〉（1996年）作為附贈曲收錄在內。

## 發行與宣傳

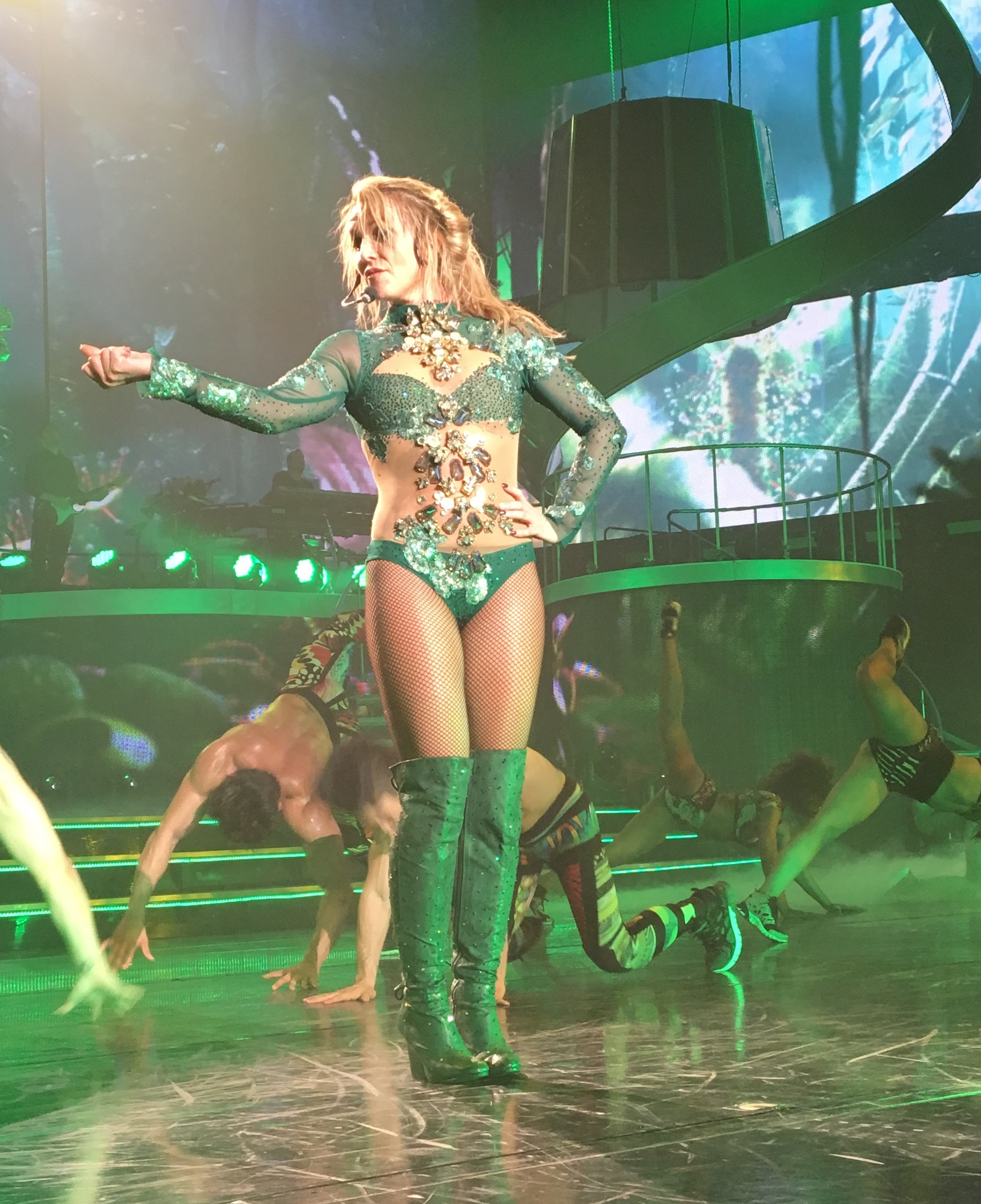
斯皮爾斯在2016年2月的拉斯維加斯駐唱演出《布蘭妮：破碎的我》上表演〈（你让我）神魂颠倒〉

《愛的初告白》的宣傳活動於1998年5月開始，當時斯皮爾斯在新加坡爵士音樂節上演唱了〈愛的初告白〉、〈有時候〉和〈你擁有一切〉。她其後展開了由萊雅贊助的宣傳巡迴演唱會，名為《萊雅髮型屋購物中心巡迴演唱會》，在6月至8月期間在北美的商場和美食廣場巡迴演唱。〈愛的初告白〉在12月首次出現在MTV和The Box點播最多的音樂錄影帶排行榜上。《愛的初告白》原訂於1998年10月在美國發行，但其後因市場營銷問題推遲至1999年1月12日發行，而國際地區則在接下來的三個月陸續發行。在專輯發行前，斯皮爾斯曾登上《瑞奇·雷克》和《豪伊·曼德爾秀》，並擔任《1999年全美音樂獎》的頒獎人。然而她在2月膝蓋受傷後，推遲了包括《傑雷諾今夜秀》和《邁克爾和凱希·李脫口秀》在內的幾個電視節目的錄影日期。她也分別登上了《MTV春假》和尼克儿童频道的《歡笑時刻》第100集。斯皮爾斯在康復後再次展開宣傳行程，包括登上《1999年尼克頻道兒童票選獎》（5月1日）、《邁克爾和凱希·李脫口秀》（5月3日）、MTV的《FANatic》（5月12日），以及《蘿西·歐唐納秀》（5月25日）。
在美國以外地區，斯皮爾斯在6月25日登上德國電視節目《想挑战吗？》和《Top of the Pops》。她亦前往英國宣傳，登上《This Morning》、《CD:UK》，以及《善因基金》等電視節目。斯皮爾斯登上日本的音樂綜藝節目《HEY!HEY!HEY!MUSIC CHAMP》，並在意大利的《Festival Bar》表演。斯皮爾斯還在美国广播公司情景喜劇《年輕女巫Sabrina》的一集中客串演出自己。根據《人物》報導，斯皮爾斯是因為女演員梅丽莎·琼·哈特曾在她的音樂錄影帶〈（你讓我）神魂顛倒〉中客串演出，因而答應客串亮相劇集。該集數其後在9月24日播映。斯皮爾斯在同月27日於《蘿西·歐唐納秀》上表演，並在翌日亮相卡森·達利主持的MTV《互動全方位》。斯皮爾斯亦與喬伊·麥肯泰爾一起在迪士尼頻道錄製的音樂會活動《布蘭妮·斯皮爾斯與喬伊·麥肯泰爾演唱會》上現場表演。斯皮爾斯在11月的《1999年MTV歐洲音樂大獎》上演唱了〈愛的初告白〉與〈（你讓我）神魂顛倒〉。專輯的宣傳一直延續至2000年初，斯皮爾斯在《2000年全美音樂獎》演出，並在《第42屆葛萊美獎》上演唱〈悲傷布蘭妮〉與〈愛的初告白〉混合曲。
1999年3月5日，媒體報導斯皮爾斯計劃舉辦個人首次巡迴演唱會。她其後宣布演唱會將於7月開始舉行。5月12日，汤米·希尔费格獲宣布作為演唱會的主要贊助商，當時斯皮爾斯正參與其「AllStars」廣告宣傳活動。12月17日，在〈悲傷布蘭妮〉的音樂錄影帶在《互動全方位》首映期間，斯皮爾斯致電該節目宣布演唱會在美國的2000年3月巡迴日程。這場延伸巡迴演唱會的名稱為《（你讓我）神魂顛倒巡迴演唱會》，被視為她其後的世界巡迴演唱會《愛的再告白巡迴演唱會》的熱身。該巡迴階段的主要贊助商為Got Milk?，其媒體總監彼得·加德納解釋說：「布蘭妮有著對少女的魔力，而這絕對是牛奶的關鍵目標受眾」。斯皮爾斯拍攝了相關的廣告，並在演唱會舉行前公開。演唱會的次要贊助商為宝丽来，並將旗下的I-Zone照相機作為演唱會的官方專用照相機。斯皮爾斯在舞台上使用I-Zone照相機拍攝觀眾的照片，以進一步推廣該產品。演出分為不同的節目部分，並以插曲分隔各部分，最後則以安可表演結束。演唱會的表演曲目包括了《愛的初告白》的歌曲和數首翻唱歌曲。演唱會在2000年的日程中進行部分更改，翻唱歌曲被更換為第二張錄音室專輯《愛的再告白》（2000年）的歌曲。這場巡迴演唱會獲得了正面評價。在演唱會期間，斯皮爾斯被批評於演出對嘴，但她否認了這些指控。演唱會在4月20日的夏威夷檀香山希爾頓夏威夷村場次獲拍攝播映。這場演唱會與其他巡迴場次略有不同，斯皮爾斯亦穿上不同服裝。演唱會於6月5日在福斯廣播公司播放，並在同年多次重播。11月21日，Jive唱片發行影音專輯《給你更多布蘭妮》，包括收錄這場福斯演唱會特輯。影音專輯其後獲美國唱片業協會認證為三白金唱片，代表出貨量達到300,000張。
2017年8月14日，在《愛的初告白》發行18年後，官方宣布將於11月3日獨家透過Urban Outfitters發行2,500張粉紅白漩渦膠唱片。在慶祝斯皮爾斯出道單曲〈愛的初告白〉發行20週年的活動期間，遺贈唱片於2018年10月19日宣布將在11月23日全球以圖膠唱片形式發行專輯。

## 發行單曲
專輯同名曲在1998年9月28日作為《愛的初告白》的主打單曲兼斯皮爾斯的出道單曲發行。歌曲獲得普遍正面評價，當中大多是讚賞它的作曲。歌曲的音樂錄影帶在11月底公開，而單曲亦在1999年初取得全球商業成功，登上美國《Billboard》 Hot 100榜及全球多個榜單冠軍。單曲獲得全球多國的銷售認證，並成為史上最暢銷的單曲之一，銷量超過1,000萬張。歌曲的音樂錄影帶由尼傑爾·迪克執導拍攝，展現出斯皮爾斯作為高中學生在學校唱歌跳舞，以及從遠處看著戀愛對象的模樣。2010年，歌曲的音樂錄影帶在Jam!被票選為流行音樂史上第三大最具影響力的宣傳作品。
〈有時候〉在1999年4月6日作為《愛的初告白》第二支單曲發行。歌曲取得國際商業成功，包括登上比利時、荷蘭和紐西蘭單曲榜的冠軍。然而歌曲在美國未能打進榜單前20位，僅最高登上《Billboard》 Hot 100榜第21位。歌曲的音樂錄影帶由尼傑爾·迪克執導拍攝。斯皮爾斯在的1999年2月11日綵排期間左膝受傷，需要接受手術。斯皮爾斯在路易斯安那州肯特伍德休養後，便在4月9日與10日於加利福尼亞州马里布天堂灣恢復錄影帶拍攝。錄影帶其後在5月6日於MTV的《互動全方位》首映。
1999年5月，馬克斯·馬丁與斯皮爾斯前往紐約市的電池錄音室重錄〈（你让我）神魂颠倒〉的聲樂部分，並製作出名為「暫停重混版」的重製版本，收錄在電影《惡劣芳鄰》（1999年）的原聲帶中。這首重混版隨後在8月24日作為《愛的初告白》第三支單曲發行。歌曲的重混版新增了一個段落，斯皮爾斯在段落大喊「Stop！」，在所有聲音都停止下後便接著過渡，而「愛上你意味著更多，比起以前感受過的都強烈」這句歌詞亦從重混版中刪除。歌曲的音樂錄影帶由尼傑爾·迪克執導拍攝，並獲演員梅丽莎·琼·哈特和阿德里安·格蘭尼演出。
〈只要你快樂〉在1999年12月6日作為《愛的初告白》第四支單曲兼最後一支歐洲單曲發行，並獲得褒貶不一的評價。歌曲取得商業上的成功，包括打進全球11個國家單曲榜前5位，以及登上英國單曲排行榜冠軍。歌曲的音樂錄影帶由比利·伍德拉夫執導拍攝，並由韋德·羅伯森排舞。雖然歌曲在歐洲地區取得商業成功，但從未在美國作為單曲發行。
〈悲傷布蘭妮〉於1999年12月14日作為《愛的初告白》第四支兼最後一支北美與大洋洲單曲發行。歌曲獲得褒貶不一的評價，部分評論家讚賞它為典型的熱門之作和稱職的單曲，但亦有評論家認為這是一首僅關於接吻的平庸歌曲。歌曲獲得一般的商業成功，最高登上美國《Billboard》 Hot 100榜第14位。在大洋洲地區，歌曲最高登上澳洲單曲榜第37位以及紐西蘭單曲榜第23位。歌曲在2000年3月28日獲美國唱片業協會認證為白金唱片。歌曲的音樂錄影帶由葛雷格萊·達爾克執導拍攝，並在1999年12月17日公開。錄影帶因達爾克以往曾執導過色情片而引起爭議。

## 專業評價
| 評論得分                 | 評論得分 |
| 來源                     | 評分     |
| ------------------------ | -------- |
| AllMusic                 | [ 20 ]   |
| 《克里斯特高的消費指南》 | [ 82 ]   |
| 《娛樂週刊》             | B+       |
| 《新音乐快递》           | 1/10     |
| 《Q》                    | [ 85 ]   |
| 《滾石》                 | [ 86 ]   |
| 《Sonic.net》            | [ 87 ]   |
| 《衛星音樂》             | 2/5      |

《愛的初告白》在發行時獲得了評論家褒貶不一的評價。AllMusic的史蒂芬·托馬斯·艾爾維恩從五星滿分中給予專輯四星評價。《告示牌》的保羅·維爾納認為這張專輯是「一張準備好打進四十強的作品，滿載像標題曲一樣充滿鈎印的歌曲」。《村聲》的評論家羅伯特·克里斯特高特別稱讚標題曲與〈汽水泡泡〉，並視專輯為麥當娜的「鄰家女孩」版。MTV的凱爾·安德森指自己在初次聆聽《愛的初告白》時「從各方面感到驚喜」，並表示自己「預期會有很多填充歌曲（事實上也有數首），但我沒有想過最終聽起來（至少在聲音上）會如此奇特。布蘭妮能成為超級巨星從來沒有什麼神秘之處，但即使布蘭妮在所有錄影帶都穿著麻布袋，這首歌曲也可能會取得巨大成功」。
《滾石》的巴里·沃爾特斯從五星滿分中給予專輯兩星評價，並將專輯的聲音與黛比·吉布森、瑪麗亞·凱莉和萨曼莎·福克斯的早期熱門作品作比較。沃爾特斯亦表示：「雖然幾首在謝龍製作的小孩風格流行曲提供出強大的鈎印，但像〈愛的電郵〉這樣無恥的次貨抒情曲純粹就是垃圾郵件」。《新音乐快递》的編輯從十分滿分給予專輯一分評價，指：「我們似乎已經到達危機的邊緣：青春期流行音樂已經變得如此盛行，以至於17歲的布蘭妮·「紈褲子弟」·斯皮爾斯已經在她賺錢的演藝生涯半途了」。他還認為這張專輯不夠成熟，表示：「希望她會開始過上我們所有人最終都會遇到的可悲生活，這樣她的聲音便展現出疤痕，不會像現在看起來如此傲慢，她會在藥物中尋找慰藉，而我們也會因此更加快樂。現在就成長吧，女孩。快一點！」。《衛星音樂》的阿曼達·莫瑞認為：「除了出色的標題曲之外，《愛的初告白》為充滿被演譯得不盡人意的優秀流行歌曲，以及創作得不盡人意卻被出色演譯的流行歌曲合輯」。

## 榮譽
| 年份   | 頒獎禮              | 獎項                     | 對象            | 結果 | 來源   |
| ------ | ------------------- | ------------------------ | --------------- | ---- | ------ |
| 1999年 | 朱諾獎              | 最暢銷專輯（本地或外地） | 《愛的初告白》  | 提名 | [ 89 ] |
| 1999年 | 青少年选择奖        | 音樂票選獎：專輯         | 《愛的初告白》  | 獲獎 | [ 90 ] |
| 1999年 | 青年明星獎          | 最佳青年歌手或音樂組合   | 布蘭妮·斯皮爾斯 | 獲獎 | [ 91 ] |
| 1999年 | 《Billboard》音樂獎 | 年度女性專輯歌手         | 布蘭妮·斯皮爾斯 | 獲獎 | [ 92 ] |
| 2000年 | 《吉尼斯世界纪录》  | 美國最暢銷女歌手專輯     | 《愛的初告白》  | 獲獎 | [ 93 ] |
| 2000年 | 全美音樂獎          | 最受歡迎流行／搖滾專輯   | 《愛的初告白》  | 提名 | [ 94 ] |
| 2000年 | 百視達娛樂獎        | 最受歡迎CD               | 《愛的初告白》  | 提名 | [ 95 ] |
| 2000年 | 匈牙利音樂獎        | 年度外地流行專輯         | 《愛的初告白》  | 提名 | [ 96 ] |
| 2003年 | 《吉尼斯世界纪录》  | 最暢銷青少年個人歌手專輯 | 《愛的初告白》  | 獲獎 | [ 97 ] |

## 商業成績

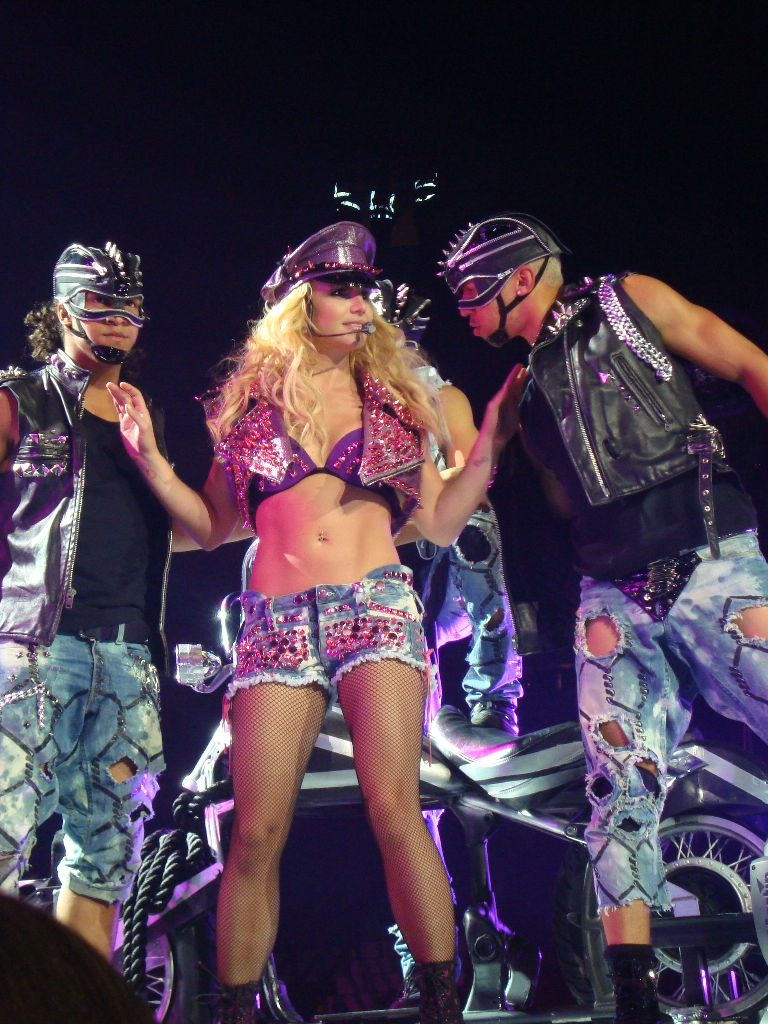
斯皮爾斯與伴舞在2011年的《蛇蠍美人巡迴演唱會》上表演主打單曲〈愛的初告白〉

在美國，《愛的初告白》以121,000張的首週銷量空降美國《Billboard》 200榜冠軍。斯皮爾斯憑此打破一連串榜單紀錄，包括成為首位出道單曲與出道專輯均分別登上《Billboard》 Hot 100榜和《Billboard》 200榜冠軍的女新人歌手、首位新人歌手（包括男女）在出道單曲登上榜軍當週空降專輯榜冠軍，以及首位出道單曲和出道專輯在同週登上冠軍的女新人歌手。斯皮爾斯也成為在同一週獲得《Billboard》冠軍單曲與專輯的最年輕女歌手，以及第五位在18歲以下獲得《Billboard》 200榜冠軍的歌手。專輯其後在榜單前5位逗留了兩週，並在發行第四週再次登上冠軍。根據尼爾森銷量統計系統的資料，專輯在發行首月售出超過500,000張。專輯在發行第五週售出229,000張，刷新發行後的最高單週銷量，而累計銷量則達到804,000張。《愛的初告白》在榜單獲得非連續的六星期冠軍，並在發行後兩個月於美國售出超過180萬張。專輯在發行第47週仍然打進榜單季軍，並在美國售出超過1,000萬張。專輯在1999年12月9日獲美國唱片業協會認證為鑽石唱片，使當時18歲的斯皮爾斯成為獲得該認證的最年輕歌手，刷新艾拉妮絲·莫莉塞特在21歲憑《小碎藥丸》（1995年）獲得鑽石認證的最年輕原紀錄。它也成為美國自1991年以來第14張售出超過1,000萬張的專輯，而斯皮爾斯也憑此成為1999年銷量最高的女歌手。《愛的初告白》在《Billboard》 200榜的前10位逗留了51個星期。它成為美國1999年第二暢銷的專輯，僅次於後街男孩的《千囍情》。專輯一共在《Billboard》 200榜逗留了103週。《愛的初告白》成為BMG音樂俱樂部史上銷量第三高的專輯，在該俱樂部售出超過160萬張。根據尼爾森銷量統計系統的資料，截至2020年5月，專輯已經在美國售出超過1,070萬張，加上BMG音樂俱樂部的銷量後則達到1,230萬張的總銷量。
《愛的初告白》在發行首週空降Canadian Albums Chart冠軍，並在榜單獲得非連續的九星期冠軍。在1999年12月12日，專輯獲加拿大音乐协会認證為鑽石唱片，代表售出超過100萬張。專輯在European Top 100 Albums獲得兩星期亞軍，並在歐洲地區售出超過400萬張，獲國際唱片業協會認證為四白金唱片。專輯發行後最高登上英國專輯排行榜亞軍，其後獲英国唱片业协会認證為四白金唱片。它最高登上法國專輯榜第4位，其後獲法國唱片出版業公會認證為雙白金唱片。專輯亦在德國獲三金唱片認證，以及獲波蘭音像製造商協會認證為十白金（鑽石）唱片。在澳洲，專輯在發行首週空降澳洲專輯榜第9位，並在九週後最高登上亞軍位置。專輯成為該國1999年第七暢銷的專輯，並在翌年獲澳大利亚唱片业协会認證為四白金唱片，代表出貨量達到280,000張。專輯空降紐西蘭專輯榜季軍，其後獲新西兰唱片音乐协会認證為三白金唱片。

## 影響與地位
斯皮爾斯在1999年以及整個2000年代的女性青少年流行音樂浪潮中的地位，領先於克莉絲汀·阿奎萊拉、潔西卡·辛普森與曼迪·穆尔等人。這三位歌手都在1998年便已開始製作素材，但自斯皮爾斯10月問世的首支單曲〈愛的初告白〉及其音樂影片打進排行榜高位後，市場便從當年底開始產生巨大變化。RCA唱片簽下了阿奎萊拉並趕緊為她發行出道單曲以複製斯皮爾斯的成功，阿奎萊拉於1999年6月推出了冠軍單曲〈瓶中精靈〉，並於8月發行《同名專輯》，專輯雖賣超過數百萬張，但相較之下仍不及《愛的初告白》般成功；辛普森有意建立更加成熟的個人形象，她的單曲〈永遠愛你〉在1999年9月打進排行榜第三名，並於11月發行專輯《天使之吻》；穆尔的出道單曲〈Candy〉在辛普森的單曲推出前一個月發行，但在排行榜上的表現並不出色，穆尔的成就通常被認為不如斯皮爾斯與其他人，排在「流行公主」中的第四名。而媒體在2000年代起經常將阿奎萊拉拿來和斯皮爾斯相互比較，推動關於她們競爭第一名的報導，時而諷刺，時而讚賞對方。
《讀賣新聞》報導稱：「樂評家讚賞她是多年來天賦最高的青少年流行偶像，但斯皮爾斯有著更遠大的目標－她的目標是達到麥當娜和珍納·積遜般的超級巨星水平」。《滾石》表示：「布蘭妮·斯皮爾斯承襲了搖滾少女天后的經典原型，這位穿著工裝褲的玩偶，這位天使寶貝就是要吵鬧一番」。和詞曲作家馬克斯·馬丁一起製作斯皮爾斯出道專輯的拉米·雅各布評論說：「我知道從丹尼斯·帕普和馬克斯以往的製作作品能聽出，當我們創作歌曲時，便有一種鼻音的感覺。對於超級男孩和新好男孩，我們必須爭取那種偏鼻音的聲音。而當布蘭妮這樣做的時候，便得出這種嘶啞、性感的聲音」。《Billboard》的查克·泰勒觀察出：「斯皮爾斯已經成為一位傑出的表演者，有著精湛的舞蹈動作，顯然真實－年輕－充滿節奏感的聲音，第三支單曲〈（你让我）神魂颠倒〉展示了斯皮爾斯的發展，證明了這位17歲少女在經過多個月的堅定練習後正在尋找自己的聲音個性」。AllMusic的史蒂芬·托馬斯·艾爾維恩稱她的音樂為「具傳染性、受饒舌影響的舞曲和絲滑的抒情歌曲的融合」。衛星音樂的撰稿人阿曼達·莫瑞指出，這張專輯「成為斯皮爾斯作為藝人、名人和女性的進步的一面標識」。2010年，專輯被收錄在書籍《死前必聽的1001張專輯》。
斯皮爾斯在展開個人音樂事業後迅速成為國際間的流行文化象徵。《滾石》寫道：「（作為）21世紀最具爭議和成功的女歌手之一」，她「引領了千禧年後青少年流行音樂的堀起（...）斯皮爾斯在早期便作為結合純真和經驗的拓荒者，從而創造大量財富」。她獲得《吉尼斯世界紀錄》的「最暢銷青少年個人歌手專輯」紀錄。《里士滿時代快報》的梅麗莎·羅傑里報導稱：「她也因作為最暢銷的青少年藝人而聞名。在2001年踏入20歲前，斯皮爾斯便已經在全球售出超過2,500萬張專輯」。《觀察家報》的芭芭拉·艾倫報導稱：「眾所周知，斯皮爾斯是流行樂史上『最年長』的青少年之一，有著近乎中年人的關注和毅力上。很多19歲的人根本還沒踏入工作的年齡，而作為米老鼠俱樂部前任成員的布蘭妮，成為美國最不尋常和最不穩定的現象－一個有著全職生涯的孩子。當其他小女孩在牆上貼海報時，布蘭妮想成為牆上貼著的海報。當其他孩子以自己的步調發展時，布蘭妮正在按照由競爭激烈的美國娛樂產業所設定的步調發展」。《愛的初告白》是斯皮爾斯至今商業最成功的專輯，全球銷量達到2,500萬張。它打進美國《Billboard》 200榜歷史排名第41位，以及女性專輯的歷史排名第16位。

## 曲目列表
| 《爱的初告白》 – 北美版 | 《爱的初告白》 – 北美版                                                  | 《爱的初告白》 – 北美版                                                                | 《爱的初告白》 – 北美版             | 《爱的初告白》 – 北美版 |
| 曲序                    | 曲目                                                                     | 词曲                                                                                   | 制作人                              | 时长                    |
| ----------------------- | ------------------------------------------------------------------------ | -------------------------------------------------------------------------------------- | ----------------------------------- | ----------------------- |
| 1.                      | 爱的初告白 ...Baby One More Time                                         | 马克斯·马丁                                                                            | 马丁 拉米·雅各布                    | 3:31                    |
| 2.                      | （你让我）神魂颠倒 (You Drive Me) Crazy                                  | 尤尔根·埃落森 （ 英语 ： Jörgen Elofsson） 佩尔·马格努逊 （ 英语 ： Per Magnusson） 大卫·克鲁格 （ 英语 ： David Kreuger） 马丁 | 马格努逊 克鲁格 马丁                | 3:18                    |
| 3.                      | 有時候 Sometimes                                                         | 埃落森                                                                                 | 马格努逊 克鲁格 埃落森 [a]          | 4:05                    |
| 4.                      | 汽水泡泡（米基·巴西伴唱） Soda Pop (featuring Mikey Bassie)              | 米基·巴西 （ 英语 ： Mikey Bassie） 埃里克·福斯特·怀特 （ 英语 ： Eric Foster White）                               | 怀特                                | 3:20                    |
| 5.                      | 只要你快樂 Born to Make You Happy                                        | 克里斯蒂安·兰迪 （ 英语 ： Kristian Lundin） 安德烈亚斯·卡森 （ 英语 ： Andreas Carlsson）                            | 兰迪                                | 4:03                    |
| 6.                      | 悲傷布蘭妮 From the Bottom of My Broken Heart                            | 怀特                                                                                   | 怀特                                | 5:12                    |
| 7.                      | 跟定你 I Will Be There                                                   | 马丁 卡森                                                                              | 马丁 雅各布                         | 3:53                    |
| 8.                      | 舊情也綿綿（唐·菲利普合唱） I Will Still Love You (duet with Don Philip) | 怀特                                                                                   | 怀特                                | 4:03                    |
| 9.                      | 好想好想 Thinkin' About You                                              | 巴西 怀特                                                                              | 怀特                                | 3:34                    |
| 10.                     | 愛的電郵 E-Mail My Heart                                                 | 怀特                                                                                   | 怀特                                | 3:43                    |
| 11.                     | 大家来跳舞 The Beat Goes On                                              | 桑尼·波诺 （ 英语 ： Sonny Bono） 怀特                                                           | 怀特 All Seeing I （ 英语 ： All Seeing I） [b] | 3:43                    |
| 总时长：                | 总时长：                                                                 | 总时长：                                                                               | 总时长：                            | 42:29                   |

| 《爱的初告白》 – 国际版 | 《爱的初告白》 – 国际版     | 《爱的初告白》 – 国际版 | 《爱的初告白》 – 国际版   | 《爱的初告白》 – 国际版 |
| 曲序                    | 曲目                        | 词曲                    | 制作人                    | 时长                    |
| ----------------------- | --------------------------- | ----------------------- | ------------------------- | ----------------------- |
| 9.                      | 穿心 Deep in My Heart       | 马格努逊 克鲁格 卡森    | 马格努逊 克鲁格           | 3:35                    |
| 10.                     | 好想好想 Thinkin' About You | 巴西 怀特               | 怀特                      | 3:34                    |
| 11.                     | 愛的電郵 E-Mail My Heart    | 怀特                    | 怀特                      | 3:43                    |
| 12.                     | 大家来跳舞 The Beat Goes On | 波诺 怀特               | 怀特 The All Seeing I [b] | 3:43                    |
| 总时长：                | 总时长：                    | 总时长：                | 总时长：                  | 46:05                   |

| 《爱的初告白》 – 亚洲版附贈曲目 | 《爱的初告白》 – 亚洲版附贈曲目                                                           | 《爱的初告白》 – 亚洲版附贈曲目 | 《爱的初告白》 – 亚洲版附贈曲目 | 《爱的初告白》 – 亚洲版附贈曲目 |
| 曲序                            | 曲目                                                                                      | 词曲                            | 制作人                          | 时长                            |
| ------------------------------- | ----------------------------------------------------------------------------------------- | ------------------------------- | ------------------------------- | ------------------------------- |
| 13.                             | 舊情也綿綿 I Will Still Love You                                                          | 杰森·布卢姆 史蒂夫·戴蒙德       | 马格努逊 克鲁格                 | 3:41                            |
| 14.                             | 爱的初告白（戴維森·奧斯佩納电台混音版） ...Baby One More Time (Davidson Ospina Radio Mix) | 马丁                            | 马丁 雅各布 戴维森·奥斯皮纳 [c] | 3:24                            |
| 总时长：                        | 总时长：                                                                                  | 总时长：                        | 总时长：                        | 53:23                           |

| 《爱的初告白》 – 澳大利亚、日本版附贈曲目 | 《爱的初告白》 – 澳大利亚、日本版附贈曲目                                                 | 《爱的初告白》 – 澳大利亚、日本版附贈曲目 | 《爱的初告白》 – 澳大利亚、日本版附贈曲目 | 《爱的初告白》 – 澳大利亚、日本版附贈曲目 |
| 曲序                                      | 曲目                                                                                      | 词曲                                      | 制作人                                    | 时长                                      |
| ----------------------------------------- | ----------------------------------------------------------------------------------------- | ----------------------------------------- | ----------------------------------------- | ----------------------------------------- |
| 13.                                       | 停不了的爱 I'll Never Stop Loving You                                                     | 布卢姆 戴蒙德                             | 马格努逊 克鲁格                           | 3:41                                      |
| 14.                                       | 秋日告别 Autumn Goodbye                                                                   | 怀特                                      | 怀特                                      | 3:41                                      |
| 15.                                       | 爱的初告白（戴維森·奧斯佩納电台混音版） ...Baby One More Time (Davidson Ospina Radio Mix) | 马丁                                      | 马丁 雅各布 奥斯皮纳 [c]                  | 3:24                                      |
| 16.                                       | 爱的初告白（Boy Wunder电台混音版） ...Baby One More Time (Boy Wunder Radio Mix)           | 马丁                                      | 马丁 雅各布 Boy Wunder [c]                | 3:27                                      |
| 总时长：                                  | 总时长：                                                                                  | 总时长：                                  | 总时长：                                  | 60:20                                     |

| 《爱的初告白》 – 韩国限量版附贈《(你讓我)神魂顛倒》單曲CD | 《爱的初告白》 – 韩国限量版附贈《(你讓我)神魂顛倒》單曲CD | 《爱的初告白》 – 韩国限量版附贈《(你讓我)神魂顛倒》單曲CD | 《爱的初告白》 – 韩国限量版附贈《(你讓我)神魂顛倒》單曲CD  | 《爱的初告白》 – 韩国限量版附贈《(你讓我)神魂顛倒》單曲CD |
| 曲序                                                      | 曲目                                                      | 词曲                                                      | 制作人                                                     | 时长                                                      |
| --------------------------------------------------------- | --------------------------------------------------------- | --------------------------------------------------------- | ---------------------------------------------------------- | --------------------------------------------------------- |
| 1.                                                        | (You Drive Me) Crazy (The Stop! Remix)                    | 埃落森 马格努逊 克鲁格 马丁                               | 马丁 雅各布                                                | 3:16                                                      |
| 2.                                                        | (You Drive Me) Crazy (Spacedust Club Mix Remix)           | 埃落森 马格努逊 克鲁格 马丁                               | 马丁 雅各布 Spacedust [c]                                  | 7:20                                                      |
| 3.                                                        | Sometimes (Soul Solution – Mid Tempo Mix)                 | 埃落森                                                    | 马格努逊 克鲁格 埃落森 [a] Soul Solution  [c] | 3:29                                                      |
| 4.                                                        | ...Baby One More Time (Davidson Ospina Club Mix)          | 马丁                                                      | 马丁 雅各布 奥斯皮纳 [c]                                   | 5:40                                                      |
| 5.                                                        | I'll Never Stop Loving You                                | 布卢姆 戴蒙德                                             | 马格努逊 克鲁格                                            | 3:41                                                      |
| 6.                                                        | I'm So Curious                                            | 斯皮尔斯 怀特                                             | 怀特                                                       | 3:35                                                      |
| 总时长：                                                  | 总时长：                                                  | 总时长：                                                  | 总时长：                                                   | 27:01                                                     |

| 《爱的初告白》 – 新加坡限量版附贈《只要你快樂》單曲CD | 《爱的初告白》 – 新加坡限量版附贈《只要你快樂》單曲CD | 《爱的初告白》 – 新加坡限量版附贈《只要你快樂》單曲CD | 《爱的初告白》 – 新加坡限量版附贈《只要你快樂》單曲CD | 《爱的初告白》 – 新加坡限量版附贈《只要你快樂》單曲CD |
| 曲序                                                  | 曲目                                                  | 词曲                                                  | 制作人                                                | 时长                                                  |
| ----------------------------------------------------- | ----------------------------------------------------- | ----------------------------------------------------- | ----------------------------------------------------- | ----------------------------------------------------- |
| 1.                                                    | Born to Make You Happy (Radio Edit)                   | 兰迪 卡森                                             | 兰迪                                                  | 3:35                                                  |
| 2.                                                    | Born to Make You Happy (Bonus Remix)                  | 兰迪 卡森                                             | 兰迪                                                  | 3:40                                                  |
| 3.                                                    | (You Drive Me) Crazy (Jazzy Jim's Hip-Hop Mix)        | 埃落森 马格努逊 克鲁格 马丁                           | 马丁 雅各布 Jazzy Jim [c] 里奇·布朗 [c]               | 3:40                                                  |
| 4.                                                    | ...Baby One More Time (Answering Machine Message)     |                                                       |                                                       | 0:21                                                  |
| 总时长：                                              | 总时长：                                              | 总时长：                                              | 总时长：                                              | 11:27                                                 |

備註
- 专辑在北美以增强型CD发行，插入电脑即可读取包含的附贈影片、图片等多媒体文件。
- 专辑初版在歌曲〈大家来跳舞〉之后包含了一段斯皮爾斯说的隐藏语音信息，在语音中斯皮爾斯感谢了粉丝并为后街男孩即將发行的专辑《千禧情（英语：Millennium (Backstreet Boys album)）》宣传，其中包含了《千禧情》的歌曲片段[22]。
- ^a  为聯合制作人
- ^b  为附加制作人
- ^c  为重混人

## 製作名單
資料來自《愛的初告白》的專輯內頁。
- 麥奇·巴西 – 聲樂（曲目4）
- 丹尼爾·布姆 – 工程
- 吉米·布拉洛威爾 – 鼓樂編程
- 傑森·巴克勒 – 製作
- 拉里·布薩卡 – 攝影
- 安德烈亞斯·卡森（英语：Andreas Carlsson） – 背景聲樂
- 湯姆·柯尼 – 母帶處理
- 丹尼斯·帕普（英语：Denniz Pop） – 製作（未標注）[8]
- 妮基·葛格洛夫 – 背景聲樂
- 娜娜·赫丁 – 背景聲樂
- 安迪·赫斯 – 電貝斯
- 迪恩·霍納 – 製作
- 大卫·克鲁格（英语：David Kreuger） – 製作
- 提姆·萊瑟姆 – 工程、混音
- 托馬斯·林德伯格 – 電貝斯
- 克里斯蒂安·蘭迪（英语：Kristian Lundin） – 製作
- 佩爾·馬格努遜（英语：Per Magnusson） – 鍵盤、製作、編程
- 马克斯·马丁 – 背景聲樂、工程、鍵盤、混音、製作、編程
- 查爾斯·麥克羅里 – 工程協助
- 安德魯·麥金太爾 – 電結他
- 傑基·墨菲 – 美術指導、設計
- 麗莎·皮爾登 – 攝影
- 丹·佩蒂 – 原聲結他、電結他
- 道格·佩蒂 – 鍵盤
- 唐·菲力普 – 聲樂（曲目8）
- 拉米 – 製作
- 艾伯特·桑切斯 – 攝影
- 阿利斯·西蒙斯（英语：Aleese Simmons） – 背景聲樂
- 布蘭妮·斯皮爾斯 – 聲樂
- 克里斯·特雷維特 – 工程、混音
- 埃里克·霍士特·懷特（英语：Eric Foster White） – 管理、電貝斯、鼓樂編程、電結他、工程、鍵盤、混音、製作
- 提摩西·懷特 – 攝影

## 榜單排名
| 榜單（1999年－2000年）                    | 最高 位置 |
| ----------------------------------------- | --------- |
| 澳大利亞（ARIA專輯榜）                    | 2         |
| 澳大利亞（ARIA舞曲專輯榜）                | 1         |
| 奧地利（奧地利Ö3專輯榜）                  | 2         |
| 比利時法蘭德斯（Ultratop專輯榜）          | 2         |
| 比利時瓦隆（Ultratop專輯榜）              | 2         |
| 加拿大（《告示牌》Canadian Albums Chart） | 1         |
| 加拿大（《RPM》Top Albums/CDs榜）         | 1         |
| 捷克（ČNS IFPI專輯榜）                    | 5         |
| 丹麥（Hitlisten專輯榜）                   | 7         |
| 荷蘭（百強專輯榜）                        | 3         |
| 歐洲（《Music & Media》專輯榜）           | 2         |
| 芬蘭（Suomen virallinen lista專輯榜）     | 11        |
| 法國（SNEP專輯榜）                        | 4         |
| 德國（Offizielle Top 100專輯榜）          | 1         |
| 希臘（IFPI專輯榜）                        | 5         |
| 匈牙利（MAHASZ專輯榜）                    | 4         |
| 愛爾蘭（IRMA專輯榜）                      | 6         |
| 意大利（FIMI專輯榜）                      | 8         |
| 日本（Oricon專輯榜）                      | 9         |
| 墨西哥（AMPROFON專輯榜）                  | 1         |
| 紐西蘭（RMNZ專輯榜）                      | 3         |
| 挪威（VG-lista專輯榜）                    | 5         |
| 葡萄牙（AFP專輯榜）                       | 1         |
| 蘇格蘭（OCC專輯榜）                       | 6         |
| 西班牙（PROMUSICAE專輯榜）                | 2         |
| 瑞典（Sverigetopplistan專輯榜）           | 10        |
| 瑞士（Schweizer Hitparade專輯榜）         | 1         |
| 台灣（IFPI國際專輯榜）                    | 1         |
| 英國（OCC專輯榜）                         | 2         |
| 美国（《告示牌》200）                     | 1         |

| 榜單（1999年）     | 最高 位置 |
| ------------------ | --------- |
| 南韓（RIAK專輯榜） | 13        |

| 榜單（1999年）                    | 位置 |
| --------------------------------- | ---- |
| 澳大利亞（ARIA專輯榜）            | 7    |
| 奧地利（奧地利Ö3專輯榜）          | 4    |
| 比利時法蘭德斯（Ultratop專輯榜）  | 3    |
| 比利時華隆（Ultratop專輯榜）      | 4    |
| 加拿大（《RPM》Top Albums/CDs榜） | 2    |
| 丹麥（Hitlisten專輯榜）           | 27   |
| 荷蘭（百強專輯榜）                | 11   |
| 歐洲（《Music & Media》專輯榜）   | 5    |
| 法國（SNEP專輯榜）                | 21   |
| 德國（Offizielle Top 100專輯榜）  | 8    |
| 日本（Oricon專輯榜）              | 85   |
| 新西蘭（RMNZ專輯榜）              | 15   |
| 瑞士（Schweizer Hitparade專輯榜） | 11   |
| 英國（OCC專輯榜）                 | 14   |
| 美國（Billboard 200）             | 2    |

| 榜單（2000年）                    | 位置 |
| --------------------------------- | ---- |
| 澳大利亞（ARIA專輯榜）            | 94   |
| 比利時法蘭德斯（Ultratop專輯榜）  | 34   |
| 比利時華隆（Ultratop專輯榜）      | 42   |
| 加拿大（Nielsen SoundScan專輯榜） | 71   |
| 荷蘭（百強專輯榜）                | 64   |
| 歐洲（《Music & Media》專輯榜）   | 22   |
| 法國（SNEP專輯榜）                | 45   |
| 德國（Offizielle Top 100專輯榜）  | 61   |
| 瑞士（Schweizer Hitparade專輯榜） | 27   |
| 英國（OCC專輯榜）)                | 36   |
| 美國（Billboard 200）             | 17   |

| 榜單（1990年－1999年） | 位置 |
| ---------------------- | ---- |
| 美國（Billboard 200）  | 29   |

| 榜單（2000年－2009年） | 位置 |
| ---------------------- | ---- |
| 美國（Billboard 200）  | 81   |

| 榜單                          | 位置 |
| ----------------------------- | ---- |
| 美國（Billboard 200）         | 41   |
| 美國（Billboard 200）（女性） | 16   |

## 認證與銷量
| 地區                                  | 认证       | 认证单位/销量 |
| ------------------------------------- | ---------- | ------------- |
| 阿根廷（阿根廷音像製品協會）          | 4× 白金    | 240,000^      |
| 澳大利亚（澳大利亚唱片业协会）        | 4× 白金    | 280,000^      |
| 奥地利（國際唱片業協會奧地利分會）    | 白金       | 50,000*       |
| 比利时（比利時唱片音樂協會）          | 3× 白金    | 150,000*      |
| 巴西（巴西唱片業協會）                | 金         | 250,000       |
| 加拿大（加拿大音乐协会）              | 钻石       | 1,000,000^    |
| 芬兰（國際唱片業協會芬蘭分會）        | 金         | 37,865        |
| 法国（法國唱片出版業公會）            | 2× 白金    | 600,000*      |
| 德国（聯邦音樂產業協會）              | 3× 金      | 750,000^      |
| 冰島                                  | —          | 5,000         |
| 意大利                                | —          | 200,000       |
| 日本（日本唱片協會）                  | 白金       | 205,780       |
| 墨西哥（墨西哥音像製品協會）          | 2× 白金+金 | 500,000       |
| 荷兰（荷蘭音像製品製作與進口協會）    | 3× 白金    | 300,000^      |
| 新西兰（新西兰唱片音乐协会）          | 3× 白金    | 45,000^       |
| 挪威（國際唱片業協會挪威分会）        | 白金       | 50,000*       |
| 波兰（波蘭音像製造商協會）            | 白金       | 100,000*      |
| 西班牙（西班牙音樂製作協會）          | 3× 白金    | 300,000^      |
| 瑞典（瑞典唱片業協會）                | 白金       | 80,000^       |
| 瑞士（國際唱片業協會瑞士分会）        | 2× 白金    | 100,000^      |
| 英国（英国唱片业协会）                | 4× 白金    | 1,210,000     |
| 美国（美國唱片業協會）                | 14× 白金   | 14,000,000^   |
| 總計                                  |            |               |
| 欧洲（國際唱片業協會）                | 4× 白金    | 4,000,000*    |
| 全球                                  | —          | 25,000,000    |
| *僅含認證的實際銷量 ^僅含認證的出貨量 |            |               |

## 發行歷史
| 地區   | 日期           | 形式                                     | 版本   | 廠牌      | 來源            |
| ------ | -------------- | ---------------------------------------- | ------ | --------- | --------------- |
| 美國   | 1999年1月12日  | 卡式录音带 CD                            | 標準版 | Jive      | [ 233 ]         |
| 日本   | 1999年2月24日  | CD                                       | 標準版 | Avex Trax | [ 234 ]         |
| 德國   | 1999年3月8日   | CD                                       | 標準版 | BMG       | [ 235 ]         |
| 英國   | 1999年3月8日   | 卡式錄音帶 CD                            | 標準版 | Jive      | [ 236 ] [ 237 ] |
| 阿根廷 | 1999年3月17日  | CD                                       | 標準版 | EMI       | [ 238 ]         |
| 法國   | 1999年4月9日   | CD                                       | 標準版 | Jive      | [ 239 ]         |
| 澳洲   | 1999年11月23日 | CD                                       | 豪華版 | BMG       | [ 154 ]         |
| 波蘭   | 2003年5月8日   | 線上下載                                 | 豪華版 | BMG       | [ 240 ]         |
| 德國   | 2003年6月30日  | CD                                       | 豪華版 | BMG       | [ 241 ]         |
| 法國   | 2003年10月14日 | CD                                       | 豪華版 | Jive      | [ 242 ]         |
| 美國   | 2007年12月25日 | 線上下載                                 | 豪華版 | Jive      | [ 243 ]         |
| 美國   | 2017年11月3日  | 粉紅白漩渦膠唱片（Urban Outfitters獨家） | 標準版 | 遺贈      | [ 52 ]          |
| 多國   | 2018年11月23日 | 圖膠唱片                                 | 標準版 | 遺贈      | [ 53 ]          |
| 澳洲   | 2023年3月31日  | 不透明粉紅膠唱片                         | 標準版 | 索尼      | [ 244 ]         |
| 德國   | 2023年3月31日  | 不透明粉紅膠唱片                         | 標準版 | 索尼      | [ 245 ]         |
| 墨西哥 | 2023年3月31日  | 不透明粉紅膠唱片                         | 標準版 | 索尼      | [ 246 ]         |
| 波蘭   | 2023年3月31日  | 不透明粉紅膠唱片                         | 標準版 | 索尼      | [ 247 ]         |
| 英國   | 2023年3月31日  | 不透明粉紅膠唱片                         | 標準版 | 索尼      | [ 248 ]         |
| 美國   | 2023年3月31日  | 黑膠唱片                                 | 標準版 | 遺贈      | [ 249 ]         |

## 歌詞原文
1. ↑  原文：「You tell me you're in love with me / That you can't take your pretty eyes away from me / It's not that I don't wanna stay / But every time you come too close I move away」
2. ↑  原文：「I don't know how to live without your love / I was born to make you happy」
3. ↑  原文：「E-mail me back / And say our love will stay alive」
4. ↑  原文：「Lovin' you mean so much more, more than anything I ever felt before」

## 資料來源
1. ↑  . Billboard. Vol. 110 no. 43. 1998: 104  [2011-09-21]. ISSN 0006-2510. （原始内容存档于2023-02-23）.
2. 1 2 3 4 5 6 7  Hughes 2005，第145頁
3. 1 2 3 4  Daly, Steven. . Rolling Stone. 1999-04-15. ISSN 0035-791X.
4. 1 2  Hughes 2005，第147頁
5. 1 2 3 4 5  Spears, Britney.  (CD liner notes). Jive Records. 1999.
6. ↑  . jorgenelofsson.com.   [2019-09-09]. （原始内容存档于2019-10-21）.
7. ↑  . Rolling Stone. 1999-04-15  [2011-03-05]. （原始内容存档于2008-05-05）.
8. 1 2  Seabrook 2015，第82頁
9. 1 2  Keziah, Ray W.  (TV production). E!. 2004-03-14. （原始内容存档于2012-06-14）.
10. ↑  Knopper 2009，第93頁
11. 1 2 3  ((Blender Staff)). . Blender (Alpha Media Group). ISSN 1534-0554.
12. ↑  Parish 2002，第243頁
13. ↑  . Music Notes. Alfred Music Publishing. 1999-12-15  [2009-11-21]. （原始内容存档于2012-02-25）.
14. ↑  . AllMusic. Rovi Corporation. 1999-04-20  [2011-09-26]. （原始内容存档于2011-05-13）.
15. ↑  Mitchell & Reid-Walsh 2008，第547頁
16. ↑  . Music Notes. Alfred Music Publishing. 2000-02-25  [2009-11-21]. （原始内容存档于2012-02-25）.
17. ↑  Bennett & Peterson 2004，第92頁
18. ↑  Ryan, Chris. . MTV. MTV Networks. 2010-09-15  [2011-03-06]. （原始内容存档于2014-03-12）.
19. ↑  . Music Notes. Alfred Music Publishing. 1999-12-15  [2009-11-21]. （原始内容存档于2013-05-29）.
20. 1 2 3 4 5 6  Erlewine, Stephen Thomas. . AllMusic. Rovi Corporation. 1999-01-12  [2022-04-12]. （原始内容存档于2011-12-31）.
21. ↑  . Music Notes. Universal Music Publishing Group. 2000-02-25  [2010-12-23]. （原始内容存档于2009-05-02）.
22. 1 2 3 4 5 6 7 8  Anderson, Kyle. . MTV. 2010-03-03  [2022-04-12]. （原始内容存档于2013-10-12）.
23. ↑  . Yahoo! Music.   [2011-03-04]. （原始内容存档于2012-12-10）.
24. ↑  Ryan, Chris. . MTV. 2009-09-28  [2022-04-12]. （原始内容存档于2013-10-12）.
25. ↑  . Music Notes. Universal Music Publishing Group. 2000-02-25  [2010-11-15]. （原始内容存档于2012-02-25）.
26. ↑  Stevenson, Jane. . Toronto Sun (Mike Power). 1999-01-17  [2011-09-03]. （原始内容存档于2013-06-08）.
27. ↑  Kristie Rohwedder. . Bustle. 2015-08-07  [2019-03-19]. （原始内容存档于2019-04-03）.
28. ↑  Lester Fabian Brathwaite. . NewNowNext. 2019-01-10  [2019-03-19]. （原始内容存档于2019-04-03）.
29. ↑  Stern, Bradley. . MuuMuse. 2016-06-02  [2022-11-26]. （原始内容存档于2022-11-26）.
30. ↑  Blandford 2002，第28頁
31. 1 2  Hermanson, Wendy. . Yahoo! Music News. 1998-12-22  [2009-07-23]. （原始内容存档于2012-03-12）.
32. ↑  Blandford 2002，第30頁
33. 1 2  Rosen, Craig. . Yahoo! Music. 1999-03-04  [2009-07-23]. （原始内容存档于2012-03-12）.
34. 1 2  Rosen, Craig. . Yahoo! Music News. 1999-04-09  [2009-07-23]. （原始内容存档于2012-03-12）.
35. 1 2 3 4 5 6  Rosen, Craig. . Yahoo! Music News. 1999-08-04  [2009-07-23]. （原始内容存档于2013-01-15）.
36. ↑  Rosen, Craig. . Yahoo! Music. 1999-09-24  [2009-07-23]. （原始内容存档于2012-03-12）.
37. ↑  Rosen, Craig. . Yahoo! Music. 1999-10-16  [2009-07-23]. （原始内容存档于2012-03-12）.
38. 1 2 3  Hermanson, Wendy. . Yahoo! Music. 2000-01-07  [2009-07-23]. （原始内容存档于2012-03-12）.
39. ↑  Essex, Andrew; Karger, Dave. . Entertainment Weekly. 1999-03-05  [2022-04-12]. （原始内容存档于2013-10-19）.
40. ↑  . MTV. 1999-03-23  [2022-04-12]. （原始内容存档于2015-02-07）.
41. ↑   (新闻稿). Variety. 1999-05-13  [2017-04-23]. （原始内容存档于2017-08-21）.
42. 1 2  Basham, David. . MTV. 1999-12-17  [2022-04-12]. （原始内容存档于2001-06-26）.
43. 1 2  Mundy, Chris. . Rolling Stone. 2000-05-25. ISSN 0035-791X.
44. ↑  Thompson, Stephanie. . Advertising Age (Crain Communications Inc.). 2000-03-06  [2010-01-16]. （原始内容存档于2012-07-23）.
45. ↑  . PR Newswire (新闻稿). 2000-04-07  [2010-01-16]. （原始内容存档于2012-02-25）.
46. 1 2  Ganahl, Jane. . San Francisco Chronicle. 1999-07-30  [2022-04-12]. （原始内容存档于2011-06-29）.
47. ↑  Stevenson, Jane. . Jam! (Quebecor Inc.). 1999-07-10  [2010-01-01]. （原始内容存档于2013-10-13）.
48. ↑  . The Tuscaloosa News. 2000-04-15  [2010-01-18]. （原始内容存档于2022-04-04）.
49. ↑  Abbott, Jim. . Orlando Sentinel. 2000-06-05  [2022-04-12]. （原始内容存档于2022-04-12）.
50. ↑  . The Herald Journal (Pioneer Newspapers). 2000-11-10  [2010-01-18]. （原始内容存档于2022-04-04）.
51. ↑  . Recording Industry Association of America. 2001-11-15  [2010-01-22]. （原始内容存档于2015-09-24）.
52. 1 2  Shcherbakova, Liza. . Billboard. 2017-08-14  [2022-04-12]. （原始内容存档于2022-04-12）.
53. 1 2  . Legacy Recordings（英语：Legacy Recordings）. 2018-10-19  [2022-11-25]. （原始内容存档于2022-11-25）.
54. ↑  Gaines 1999，第26頁
55. ↑  . ARIA Top 50 Singles. Hung Medien. 1999-02-28  [2010-10-23]. （原始内容存档于2013-11-06）.
56. ↑  . BBC News (BBC). 2007-02-20  [2011-05-02]. （原始内容存档于2012-08-02）.
57. ↑  . MTV. 1998-12-18  [2022-04-12]. （原始内容存档于2010-04-24）.
58. ↑  . Jam!. Sun Media. 2010-05-03  [2011-05-02]. （原始内容存档于2013-12-19）.
59. 1 2  BRITannica. . Britney.com. Sony Music Entertainment.   [2011-10-03]. （原始内容存档于2012-03-06）.
60. ↑  . Hung Medien.   [2011-03-02]. （原始内容存档于2013-11-05）.
61. ↑  . AllMusic. Rovi Corporation.   [2011-09-28]. （原始内容存档于2012-02-25）.
62. 1 2  . MTV. 1999-04-29  [2022-04-12]. （原始内容存档于2013-12-13）.
63. 1 2  . MTV. 1999-02-18  [2022-04-12]. （原始内容存档于2013-12-13）.
64. ↑  . MTV. 2010-10-06  [2011-02-07]. （原始内容存档于2013-12-13）.
65. ↑  Spears, Britney.  (Liner notes). JIVE Records. 1999. 0550672.
66. ↑  . Amazon.com. 1999-09-28  [2011-09-28]. （原始内容存档于2012-04-09）.
67. ↑  Vena, Jocelyn. . MTV. 2009-11-16  [2022-04-12]. （原始内容存档于2013-09-21）.
68. ↑  Petch-Jex, Andy. . musicOMH. 2004-11-08  [2011-03-05]. （原始内容存档于2011-06-29）.
69. ↑  . Swedish Charts.   [2011-03-05]. （原始内容存档于2014-04-08）.
70. ↑  . Official Charts Company.   [2023-01-16]. （原始内容存档于2023-02-23）.
71. ↑  Spears, Britney.  (DVD). Zomba/JIVE Label Group. 2004-11-09  [2011-02-04]. ASIN B00064AM62. （原始内容存档于2014-04-21）.
72. ↑  . McDonald / Selznick Associates.   [2011-05-07]. （原始内容存档于2013-10-04）.
73. ↑  Chuck Arnold. . Billboard. 2019-01-12  [2022-04-12]. （原始内容存档于2022-04-12）.
74. ↑  Justin Myers. . Official Charts Company. 2015-01-23  [2019-01-14]. （原始内容存档于2019-01-14）.
75. ↑  Johnson, Tine. . MTV. 1999-12-08  [2022-04-12]. （原始内容存档于2013-12-13）.
76. 1 2 3 4  Murray, Amanda. . Sputnikmusic. 2006-03-26  [2010-12-25]. （原始内容存档于2013-10-29）.
77. ↑  . Billboard. Vol. 112 no. 9. 2000: 108  [2010-12-25]. ISSN 0006-2510. （原始内容存档于2023-02-23）.
78. ↑  . Australian-charts.   [2010-11-15]. （原始内容存档于2014-02-02）.
79. ↑  . Recording Industry Association of America. 2000-03-28  [2010-11-15]. （原始内容存档于2012-07-23）.
80. ↑  Bemis, Alec Hanley. . LA Weekly. 2000-02-10  [2022-04-12]. （原始内容存档于2013-10-13）.
81. ↑  Seymour, Craig. . Entertainment Weekly. 2000-02-04  [2022-04-12]. （原始内容存档于2013-10-04）.
82. 1 2  Christgau, Robert. . . Macmillan. 2000  [2019-03-30]. ISBN 0312245602. （原始内容存档于2019-08-04） –robertchristgau.com.
83. ↑  Lanham, Tom. . Entertainment Weekly. 1999-01-15  [2023-01-16]. （原始内容存档于2023-01-16）.
84. 1 2 3  . NME. 1999-03-06  [2011-10-04]. （原始内容存档于2013-10-29）.
85. ↑  Duerden, Nick. . Q. 1999-09-12  [2023-02-26]. （原始内容存档于1999-09-12）.
86. 1 2 3 4  Walters, Barry. . Rolling Stone. 2003-01-13  [2011-04-12]. （原始内容存档于2013-12-11）.
87. ↑  Solomon, Angela. . Sonic.net. 1999-04-20  [2014-06-26]. （原始内容存档于2000-12-13）.
88. ↑  Verna, Paul. . Billboard. 1999-01-30  [2011-10-08]. ISSN 0006-2510.
89. ↑  . junoawards.ca.   [2019-11-28]. （原始内容存档于2019-11-28）.
90. ↑  Passero, Laura. . Hartford Courant. 1999-08-12  [2022-04-12]. （原始内容存档于2016-03-04）.
91. ↑  . Gale Group. Business Wire. 1999-11-08  [2013-02-02]. （原始内容存档于2015-11-17）.
92. ↑  Stephanie, Noemi.  (演讲). 1999 Billboard Music Awards. Las Vegas: Billboard. 1999-12-08  [2019-11-23]. （原始内容存档于2021-11-15）.
93. ↑  . Guinness World Records. 2014-08-21  [2019-11-28]. （原始内容存档于2019-11-28）.
94. ↑  . Rock on the Net. American Music Awards. 2000-01-17  [2019-11-22]. （原始内容存档于2002-04-09）.
95. ↑  . PR Newswire.   [2019-11-23]. （原始内容存档于2014-01-12）.
96. ↑  . fonogram.hu. Hungarian Recording Industry Association.   [2019-12-31]. （原始内容存档于2007-07-21）.
97. 1 2  Folkard 2003，第288頁
98. ↑  Rosen, Craig. . Yahoo! Music News. 1999-01-20  [2009-07-23]. （原始内容存档于2012-03-12）.
99. 1 2 3 4 5  Rosen, Craig. . Yahoo! Music News. 1999-12-30  [2012-12-28]. （原始内容存档于2013-01-16）.
100. ↑  Lynch, Joe. . Billboard. 2015-04-29  [2021-05-23]. （原始内容存档于2021-12-01）.
101. ↑  Rosen, Craig. . Yahoo! Music. 1999-02-17  [2009-07-23]. （原始内容存档于2013-01-15）.
102. ↑  Rosen, Craig. . Yahoo! Music News. 1999-02-10  [2011-05-10]. （原始内容存档于2013-01-15）.
103. ↑  Rosen, Craig. . Yahoo! Music News. 1999-03-31  [2009-07-23]. （原始内容存档于2012-03-12）.
104. ↑  Rosen, Craig. . Yahoo! Music News. 1999-12-10  [2009-07-23]. （原始内容存档于2012-03-12）.
105. 1 2 3  . Recording Industry Association of America. 1999-12-21  [2011-10-05]. （原始内容存档于2012-04-06）.
106. ↑  Caulfield, Keith. . Billboard. 2012-07-05  [2022-04-12]. （原始内容存档于2013-09-05）.
107. 1 2  "Britney Spears Chart History (Billboard 200)". Billboard.
108. ↑  David, Barry. . Music Industry News Network. 2003-02-18  [2009-05-17]. （原始内容存档于2009-08-17）.
109. ↑  Trust, Gary. . Billboard. 2020-05-15  [2022-04-12]. （原始内容存档于2020-05-16）.
110. ↑  . Billboard. 1999-01-30  [2011-05-08]. （原始内容存档于2023-02-23）.
111. ↑  . Billboard. 1999-03-27  [2011-05-08]. （原始内容存档于2023-02-23）.
112. ↑  . Billboard. 1999-04-17  [2011-05-08]. （原始内容存档于2023-02-23）.
113. 1 2  . Music Canada.   [2011-09-28] （英语）.
114. 1 2  Mayfield, Geoff. . Billboard. 1999-12-25  [2010-10-15]. （原始内容存档于2023-01-15）.
115. 1 2  . International Federation of the Phonographic Industry.   [2011-09-28] （英语）.
116. ↑  . The Official Charts Company. 2000-02-05  [2009-07-13]. （原始内容存档于2019-10-26）.
117. 1 2  . British Phonographic Industry.   [2021-04-18] （英语）.
118. ↑  . Syndicat National de l'Édition Phonographique. 2000-01-01  [2009-07-13]. （原始内容存档于2011-12-11）.
119. 1 2  . Syndicat National de l'Édition Phonographique.   [2011-09-28] （法语）.
120. 1 2  . Bundesverband Musikindustrie （德语）.
121. ↑  . Polish Society of the Phonographic Industry （波兰语）.
122. ↑  . Australian Recording Industry Association. 1999-07-18  [2009-07-13]. （原始内容存档于2012-02-25）.
123. 1 2   (PDF). Australian Recording Industry Association.   [2011-09-28] （英语）.
124. ↑  Australian Recording Industry Association. . 1999  [2009-07-19]. （原始内容存档于2009-09-12）.
125. ↑  . Recording Industry Association of New Zealand. 1999-05-30  [2009-07-13]. （原始内容存档于2007-06-25）. Album Chart#1161
126. ↑  . Recorded Music NZ （英语）.
127. ↑  Cohen, Jess. . E!. 2018-07-25  [2021-07-15]. （原始内容存档于2021-08-14）.
128. ↑  Dominguez 2003，第45頁
129. ↑  Moody, Nekesa Mumbi. . Associated Press. 2000-05-15  [2021-07-15]. （原始内容存档于2021-07-16）.
130. ↑  Erlewine, Stephen Thomas. . AllMusic.   [2021-07-15]. （原始内容存档于2021-06-28）.
131. ↑  Dougherty 2005，第52頁
132. ↑  Callegari, Caitlyn. . Bustle. 2016-02-19  [2021-07-14]. （原始内容存档于2021-08-14）.
133. ↑  Brow, Jason. . Hollywood Life. 2020-03-06  [2021-07-15]. （原始内容存档于2021-07-16）.
134. ↑  Grossbart, Sarah. . E!. 2018-05-09  [2021-07-15]. （原始内容存档于2021-07-16）.
135. ↑  . San Antonio Express-News. 1999-12-16: 4F.
136. ↑  . Yomiuri Shimbun. 1999-11-25: 1.
137. ↑  . Rolling Stone. 2000. ISSN 0035-791X.
138. ↑  Bronson 2003，第377頁
139. ↑  Taylor, Chuck. . Billboard 111 (35). 1999-08-28: 27.
140. ↑  Dimery & Lydon 2010
141. ↑  . Rolling Stone. 2008  [2008-08-09]. （原始内容存档于2013-11-12）.
142. ↑  Ruggieri, Melissa. . Richmond Times-Dispatch. 2000-12-19: D.13.
143. ↑  Ellen, Barbara. . The Observer. 2000-12-10: 27. ISSN 0029-7712.
144. 1 2  Bricker, Tierney. . E! Online. 2021-11-26  [2021-12-02]. （原始内容存档于2021-12-02）.
145. ↑  . Billboard. 2015-11-12  [2015-11-12]. （原始内容存档于2016-10-01）.
146. ↑  . Billboard. 2017-11-30  [2018-03-06]. （原始内容存档于2018-02-01）.
147. ↑   (US CD liner notes). Britney Spears. JIVE Records. 1999. 01241-41651-2.
148. ↑   (International CD liner notes). Britney Spears. JIVE Records. 1999. 7243 8 47275 0 5.
149. ↑   (Asian CD liner notes). Britney Spears. JIVE Records. 1999. FR CD 20575.
150. ↑   (Australian CD liner notes). Britney Spears. JIVE Records. 1999. 0523032.
151. ↑   (Japanese CD liner notes). Britney Spears. JIVE Records. 1999. AVCZ-95114.
152. ↑   (Korean limited edition CD liner notes). Britney Spears. JIVE Records. 1999. RZBD004.
153. ↑   (Singaporean limited edition CD liner notes). Britney Spears. JIVE Records. 1999. 0523002.
154. 1 2  "Britney Spears – ...Baby One More Time". Australiancharts.com. Hung Medien.
155. ↑   (PDF). The ARIA Report. 2001-01-15, (568): 15  [2023-04-17]. （原始内容 (PDF)存档于2008-02-23） –National Library of Australia.
156. ↑  "Britney Spears - ...Baby One More Time" (in German). Austriancharts.at. Hung Medien.
157. ↑  "Britney Spears – ...Baby One More Time" (in Dutch). Ultratop.be. Hung Medien.
158. ↑  "Britney Spears – ...Baby One More Time" (in French). Ultratop.be. Hung Medien.
159. ↑  "Britney Spears Chart History (Canadian Albums)". Billboard.  Retrieved 2021-09-18.
160. ↑  . RPM.   [2011-01-31]. （原始内容存档于2012-02-25）.
161. ↑   (PDF). Music & Media.   [2023-04-30]. （原始内容存档 (PDF)于2023-02-16）.
162. ↑  . Ekstra Bladet (Copenhagen). 1999-04-11.
163. ↑  . Hung Medien.   [2022-09-13]. （原始内容存档于2018-10-24）.
164. ↑   (PDF). Billboard.   [2015-11-06]. （原始内容存档 (PDF)于2022-10-09）.
165. ↑  "Britney Spears: ...Baby One More Time" (in Finnish). Musiikkituottajat.
166. ↑  "Britney Spears – ...Baby One More Time". Lescharts.com. Hung Medien.
167. ↑  "Offiziellecharts.de – Britney Spears – ...Baby One More Time" (in German). GfK Entertainment Charts.
168. ↑   (PDF). Billboard.   [2015-08-18]. （原始内容存档 (PDF)于2022-10-09）.
169. ↑  . MAHASZ. 1999-04-26  [2009-12-03]. （原始内容存档于2021-01-16）.
170. ↑  "Irish-charts.com – Discography Britney Spears". Hung Medien.  Retrieved 2021-09-18.
171. ↑   (PDF). Billboard.   [2015-08-18]. （原始内容存档 (PDF)于2022-10-09）.
172. ↑  . Oricon.   [2009-07-13]. （原始内容存档于2010-01-31）.
173. ↑  . El Siglo de Torreón. 2000-01-16  [2022-08-12]. （原始内容存档于2022-08-12）.
174. ↑  "Charts.nz – Britney Spears – ...Baby One More Time". Hung Medien.
175. ↑  "Britney Spears – ...Baby One More Time". Norwegiancharts.com. Hung Medien.
176. ↑   (PDF).   [2020-05-06]. （原始内容存档 (PDF)于2022-10-09）.
177. ↑  "Official Scottish Albums Chart Top 100". Official Charts Company.  Retrieved 2018-09-13.
178. ↑  . Billboard. 1999-09-04: 69  [2017-07-21]. （原始内容存档于2023-02-23）.
179. ↑  "Britney Spears – ...Baby One More Time". Swedishcharts.com. Hung Medien.
180. ↑  "Britney Spears – ...Baby One More Time". Swisscharts.com. Hung Medien.
181. ↑  . 1999-12-25  [2023-04-14]. （原始内容存档于1999-03-29）.
182. ↑  "Britney Spears | Artist | Official Charts". Official Charts Company.
183. ↑  . Recording Industry Association of Korea.   [2022-05-29]. （原始内容存档于2007-07-18）.
184. ↑  . Australian Recording Industry Association (ARIA).   [2017-07-14]. （原始内容存档于2011-05-28）.
185. ↑  . Ö3 Austria.   [2017-07-14]. （原始内容存档于2010-11-27）.
186. ↑  . Ultratop.   [2017-07-14]. （原始内容存档于2016-03-04）.
187. ↑  . Ultratop.   [2017-07-14]. （原始内容存档于2016-03-04）.
188. ↑  . RPM. 1999-12-13  [2017-07-14]. （原始内容存档于2012-10-21）.
189. ↑  . Hitlisten.   [2017-10-03]. （原始内容存档于2015-01-13）.
190. ↑  . dutchcharts.nl.   [2017-07-14]. （原始内容存档于2016-03-06）.
191. ↑   (PDF). Billboard. 1999-12-25  [2017-10-03]. （原始内容存档 (PDF)于2022-10-09）.
192. ↑  . Syndicat National de l'Édition Phonographique (SNEP).   [2017-07-14]. （原始内容存档于2012-09-25）.
193. ↑  . GfK Entertainment. offiziellecharts.de.   [2017-02-27]. （原始内容存档于2015-05-09）.
194. 1 2    [1999 Album Annual TOP 100]. Oricon. Yahoo! GeoCities. 1999-11-21  [2017-10-04]. （原始内容存档于2008-01-08）.
195. ↑  . The Official New Zealand Music Chart.   [2017-10-03]. （原始内容存档于2016-03-03）.
196. ↑  . Schweizer Hitparade.   [2017-10-03]. （原始内容存档于2014-08-19）.
197. ↑  . Music Week. 2000-01-22: 29.
198. ↑  . Billboard. 1999  [2017-07-14]. （原始内容存档于2017-09-05）.
199. ↑  . ARIA Charts.   [2017-10-03]. （原始内容存档于2016-02-29）.
200. ↑  . Ultratop.   [2017-10-03]. （原始内容存档于2013-08-24）.
201. ↑  . Ultratop.   [2017-10-03]. （原始内容存档于2013-07-01）.
202. ↑  . Jam!.   [2022-03-24]. （原始内容存档于2004-08-12）.
203. ↑  . MegaCharts.   [2017-10-03]. （原始内容存档于2016-03-15）.
204. ↑   (PDF). Music & Media. Vol. 17 no. 52. 2000-12-23: 9  [2020-06-15]. OCLC 29800226. （原始内容存档 (PDF)于2022-10-09） –American Radio History.
205. ↑  . Syndicat National de l'Édition Phonographique.   [2017-10-03]. （原始内容存档于2012-09-24）.
206. ↑  . GfK Entertainment. offiziellecharts.de.   [2017-02-27]. （原始内容存档于2015-05-09）.
207. ↑  . Schweizer Hitparade.   [2017-10-03]. （原始内容存档于2014-10-06）.
208. ↑  . Official Charts Company.   [2017-10-03]. （原始内容存档于2016-03-07）.
209. ↑   (PDF). Billboard. 2000-12-30  [2017-10-03]. （原始内容存档 (PDF)于2022-10-09）.
210. ↑  . Billboard. 2009-12-31  [2011-12-02]. （原始内容存档于2010-12-02）.
211. ↑  . Billboard.   [2015-12-05]. （原始内容存档于2016-10-01）.
212. ↑  . Billboard.   [2017-12-01]. （原始内容存档于2018-02-01）.
213. ↑  .   [2021-08-26]. （原始内容存档于2008-02-20）.
214. ↑  . IFPI Austria.   [2011-09-28] （德语）.
215. ↑  . Ultratop. Hung Medien.   [2011-09-28] （荷兰语）.
216. ↑  . Pro-Música Brasil （葡萄牙语）.
217. ↑  . ISTOÉ. Terra Networks. 2001-01-22  [2016-01-05]. （原始内容存档于2001-07-12）.
218. 1 2  . Musiikkituottajat – IFPI Finland.   [2011-09-28] （芬兰语）.
219. ↑  . Morgunblaðið. 2000-12-01  [2021-05-17]. （原始内容存档于2021-05-17）.
220. ↑  Grassi, Giovanni. . Corriere della Sera. 1999-10-11  [2021-04-20]. （原始内容存档于2017-09-11）. 6 milioni di dischi venduti solo negli Usa e 200 mila copie in Italia
221. ↑  . Recording Industry Association of Japan.   [2015-09-30] （日语）. 在下拉菜单选择“1995年5月”
222. ↑  . Asociación Mexicana de Productores de Fonogramas y Videogramas.   [2011-09-28] （西班牙语）. 在“ARTISTA”栏以下的框内输入“Britney Spears”&nbsp；并在“column heading”栏以下的框内输入“Baby One More Time”。.
223. ↑  . El Siglo de Torreón. 2000-05-21  [2021-12-18]. （原始内容存档于2021-12-19）.
224. ↑  . Nederlandse Vereniging van Producenten en Importeurs van beeld- en geluidsdragers.   [2022-08-23] （荷兰语）. 在“Artiest of titel”框输入“Baby One More Time”。 在“Alle jaargangen”下拉菜单选择“2000”。
225. ↑  . Recorded Music NZ.   [2011-09-28] （英语）.
226. ↑  . IFPI Norway.   [2011-09-28] （挪威语）.
227. ↑  . Polish Society of the Phonographic Industry.   [2011-09-28] （波兰语）.
228. ↑  Salaverri 2005，第943頁
229. ↑   (PDF). IFPI Sweden.   [2012-03-01]. （原始内容 (PDF)存档于2012-03-01）.
230. ↑  . IFPI Switzerland. Hung Medien.   [2011-09-28] （德语）.
231. ↑  Copsey, Rob. . Official Charts Company. 2018-12-28  [2021-04-08]. （原始内容存档于2021-05-16）.
232. ↑  . Recording Industry Association of America.   [2011-09-28] （英语）.
233. ↑  . Amazon Music. 1999-01-12  [2020-01-10]. （原始内容存档于2020-07-07）.
234. ↑   [Baby One More Time]. Japan: Oricon. 1999-02-24  [2022-11-25]. （原始内容存档于2022-11-20）.
235. ↑  . Amazon.de. 1999-03-08  [2020-01-10]. （原始内容存档于2020-07-07）.
236. ↑  . Amazon.co.uk. 1999-03-08  [2020-01-10]. （原始内容存档于2019-03-24）.
237. ↑   (PDF). Music Week: 24. 1999-03-06  [2022-11-25]. （原始内容存档 (PDF)于2021-07-19） –World Radio History.
238. ↑  . 1999-03-17. （原始内容存档于2011-07-06）.
239. ↑  . France: Fnac. 1999-04-09  [2022-11-25]. （原始内容存档于2023-02-23）.
240. ↑  . Poland: Empik. 2003-05-08  [2022-11-26]. （原始内容存档于2022-11-26）.
241. ↑  . Germany: jpc. 2003-06-30  [2022-11-26]. （原始内容存档于2023-02-23）.
242. ↑  . France: Fnac. 2003-10-14  [2022-11-26]. （原始内容存档于2022-06-24）.
243. ↑  . Amazon Music. 2007-12-25  [2020-01-10]. （原始内容存档于2020-11-06）.
244. ↑  . JB Hi-Fi.   [2023-03-04]. （原始内容存档于2023-03-04）.
245. ↑  . www.jpc.de.   [2023-03-04]. （原始内容存档于2023-03-07）.
246. ↑  Mixup. . www.mixup.com.   [2023-04-22]. （原始内容存档于2023-04-21）.
247. ↑  Spears, Britney. . empik.com. 2023-03-31  [2023-03-07]. （原始内容存档于2023-03-06）.
248. ↑  . Assai Records.   [2023-03-04]. （原始内容存档于2023-03-04）.
249. ↑  . recordstoreday.com.   [2023-03-04]. （原始内容存档于2023-02-12）.

## 書籍文獻
- Bennett, Andy; Peterson, Richard A. . Vanderbilt University Press. 2004. ISBN 9780826514516.
- Blandford, James R. . Music Sales Group（英语：Music Sales Group）. 2002. ISBN 9780711994195.
- Bronson, Fred.  5th. Billboard Books. 2003. ISBN 9780823076772.
- Dimery, Robert; Lydon, Michael. . Universe. 2010. ISBN 9780789320742. 网址－维基内链冲突 (帮助)
- Dominguez, Pier. . Amber Communications Group. 2003. ISBN 9780970222459.
- Dougherty, Terri. . Lucent. 2005. ISBN 9781590187210.
- Folkard, Claire. . Bantam Books. 2003: 288. ISBN 9780553586367.
- Gaines, Ann. . Mitchell Lane Publishers. 1999. ISBN 9781584150602.
- Hughes, Mark. . Penguin Group（英语：Penguin Group）. 2005. ISBN 9781591840923.
- Knopper, Steve. . Simon & Schuster. 2009. ISBN 9781416552154.
- Mitchell, Claudia; Reid-Walsh, Jacqueline. . ABC-Clio（英语：ABC-Clio）. 2008. ISBN 9780313339097.
- Parish, James Robert. . Contemporary Books. 2002. ISBN 9780071408196.
- Salaverri, Fernando.  [Only Hits. Year by year. 1959–2002]. Madrid, Spain: Iberautor Promociones Culturales. 2005. ISBN 9788480486392.
- Seabrook, John. . W. W. Norton. 2015. ISBN 9780393241938.

## 外部連結
- 官方网站
- 在Discogs上的《爱的初告白 (专辑)》（发行列表）